# David Hartley
David Hartley (Halifax, 21. lipnja 1705. – Bath, 28. kolovoza 1757.), engleski filozof.
Utemeljitelj je jedne od značajnih psiholoških škola. Promoviran je na Isusovačkom fakultetu u Cambridgeu, 1727. godine. Njegovo filozofiranje korespondira s Lockeovim učenjem.  

## Glavna djela
- Observations on Man, his Frame, his Duty, and his Expectations, 1749.
- Prayers and Religious Meditations (postumno: Bath, 1810.)